# Iqbal Baraka
Iqbal Baraka (El Cairo, 1942) es un periodista egipcia y activista por los derechos de la mujer. Se desempeñó como editora en jefe de la revista femenina Hawaa durante más de dos décadas. Baraka es conocida por su trabajo para promover el papel de la mujer en la sociedad egipcia e islámica. Es considerada "una de las feministas más influyentes del mundo árabe".

## Biografía
Baraka nació en 1942 en El Cairo, Egipto. Creció en una familia liberal de clase media en el distrito de El Daher, donde se la animó a dedicarse a la lectura y la educación.
Obtuvo una licenciatura en inglés de la Universidad de Alejandría en 1962 y una segunda licenciatura en literatura árabe de la Universidad de El Cairo En El Cairo, estudió el papel de la mujer en el Corán y los hadices.

## Carrera profesional
Después de graduarse de la Universidad de Alexandria, Baraka trabajó en relaciones públicas para la multinacional Philips antes trabajar como intérprete. Luego se mudó a Kuwait para trabajar como profesora de inglés.
Al regresar a Egipto, comenzó su carrera como periodista en la radio en inglés. Luego comenzó a trabajar como editora de Sabah El Kheir ( Buenos días ), una revista afiliada al Grupo Rose al-Yūsuf. En este cargo, a menudo peleaba con pensadores islámicos por los derechos humanos y el papel de la mujer en el Islam.
En 1993, fue nombrada editora en jefe de la revista femenina Hawaa. Su objetivo era convertir la revista conservadora, que anteriormente se enfocaba en cómo ser una buena ama de casa, en una fuente de artículos sobre política, derechos humanos y mujeres influyentes. Como dijo más tarde: "Mi punto de partida es considerar que las mujeres no son simplemente las herramientas de los diseñadores de moda y manicuristas, que las mujeres tienen intereses y preocupaciones reales y serias de las que debemos ocuparnos". Usó su columna en la revista para pedir constantemente la igualdad entre mujeres y hombres. Baraka dirigió la revista durante más de 20 años, hasta 2014.
También ha contribuido como editora en Rose al-Yūsuf, Sayidaty y otras revistas. Ha escrito columnas políticas para numerosos periódicos, incluido Al-Ahram.
Baraka ha escrito más de 20 libros, en su mayoría relacionados con la sociedad y las mujeres musulmanas. Su primera novela, publicada en 1970, fue Friends Forever. Otras novelas fueron Amanecer por primera vez y Diarios de una mujer trabajadora. Las obras de no ficción notables son The Hijab: A Modern Vision, Love in Early Islam, Muslim Women in the Conflict of Fez Versus Hat y The New Woman.
Varias de sus historias y novelas se han adaptado a programas de televisión. También ha escrito guiones para televisión desde 2000.
Baraka se ha desempeñado como presidenta del PEN Club de Egipto y presidenta del comité de mujeres de PEN International. También cofundó la Asociación de Mujeres Cineastas Egipcias.

## Posiciones
Baraka, que es musulmana, utiliza un marco islámico para defender los derechos de las mujeres.
Se opone al hijab considerándolo un remanente de la Edad Media y declarando que no tiene nada que ver con la religión del Islam.  También está a favor de abolir por completo el niqab. Baraka expresó esta crítica en su libro de 2002 The Hijab .
Sus llamamientos a la igualdad de género incluyen la promoción de la coeducación en las universidades de Egipto.
Ha sido criticada y desafiada con frecuencia por sus posiciones políticas feministas, particularmente por parte de la línea dura religiosa, incluidas otras mujeres musulmanas.
Baraka también ha luchado contra la discriminación contra los coptos y otras minorías. Durante la Primavera Árabe, se pronunció a favor del liderazgo secular en Egipto.

## Reconocimientoa
Baraka ganó el premio estatal egipcio a la distinción en 2004.
En 2007, recibió el Premio Oxfam Novib / PEN a la libertad de expresión.

## Publicaciones

### Ficción
- Friends Forever (1970)
- Dawn for the First Time (1975)
- Layla and the Unknown (1980)
- Fishing in the Sea of Illusions (1981)
- Crocodile of the Lake (1983)
- Whenever Spring Returns (1985)
- An Incident of Rape (1993, stories)
- Diaries of a Working Woman (1993)

### No ficción
- Love in Early Islam (1998)
- Islam and the Challenges of Our Time (1999)
- Return to Fadda (2001)
- The New Woman (2002)
- The Hijab: A Modern Vision (2002)

### Literatura de viajes
- A Journey to Turkey (1983)